# Dota 2
Dota 2 je strategická počítačová hra žánru MOBA (Multiplayer online battle arena), vyvíjená firmou Valve Corporation. Jedná se o „stand-alone“ remake Defense of the Ancients (DotA), oblíbeného módu hry Warcraft III. Dotu 2 hrají proti sobě dva týmy po pěti hráčích, kteří se snaží zničit základnu druhého týmu, a zároveň ubránit tu svou. Každý hráč ovládá jednu z mnoha jedinečných postav, kterým se říká hrdinové. Během hry se hráči snaží o sbírání zkušeností a předmětů, čímž jejich postava sílí, a snáz tak porazí nepřítele. Hra končí jakmile jeden z týmu zničí hlavní budovu v základně druhého týmu, které se říká „Ancient“.
Vývoj hry začal roku 2009, kdy Valve najalo jako hlavního designéra vývojáře původního módu DotA s přezdívkou „Icefrog". Hra byla oficiálně oznámena 13. října 2010 na portálu Game Informer. Herní systém a mapa zůstaly podobné jako v původní hře, a vývoj hry pokračoval tam, kde skončil vývoj původní DotA; hlavním důvodem k vydání pokračování Defense of the Ancients je odpoutání se od herního klienta v podobě Warcraftu III, protože i když si první DotA vytvořila samostatnou komunitu, je to stále pouze přídavná mapa ke hře Warcraft III: The Frozen Throne.
Hra je založena na platformě F2P (Free to play), tedy lze ji hrát zdarma. Hráč má okamžitě přístup ke všem prvkům hry. Valve nicméně umožňuje hráčům dokupovat kosmetické prvky, jako například jiné oblečení pro postavy ve hře. 
Přestože byla Dota 2 kritizována jako příliš náročná pro nové hráče,  je dnes druhou nejhranější hrou z platformy Steam s denními špičkami přes 800 000 současně hrajících hráčů. Dota 2 má také širokou esportovou scénu, kde se utkávají týmy z celého světa. Ekvivalentem šampionátu této scény je turnaj zvaný The International, kde hráči soutěží až o 40 milionů dolarů (přibližně miliarda korun). Různé ročníky tohoto turnaje tak zabírají osm z deseti příček na žebříčku esportových turnajů s největšími cenami.

## Základní mechanika hry
Každou hru Doty 2 hraje vždy deset hráčů, rozdělených do dvou týmů po pěti lidech. Každý tým zabírá jeden roh mapy. Tým nazývaný „Radiant" je v jihozápadním rohu mapy a tým nazývaný „Dire" zabírá roh severovýchodní. Každá hra je hrána na stejné mapě. Oba týmy se snaží zničit soupeřovu hlavní budovu, „Ancient", který je umístěn v základně jednotlivých týmů. Mezi základnami vedou tři cesty (lane), které jsou odděleny lesem (wood/forest/jungle):
- vrchní (top)
- střední (mid, middle)
- spodní (bot, bottom)

Po cestách chodí skupinky NPC bojovníků, „creepů". Tři bojující na blízko, „melee creep", a jeden bojující na dálku, „ranged creep". Tyto jednotky se pravidelně objevují v základně svého týmu a následně vyráží po každé z cest. Také se k nim občas připojuje i katapult, který způsobuje vyšší poškození budovám. Na každé cestě dále najdeme dvě věže, ty nejblíže k nepříteli se označují Tier 1, další Tier 2. Poté tu jsou věže Tier 3, které stojí na počátku základny a brání kasárny (barracks, zkráceně "rax"). Kasárny jsou rozdělené na melee a ranged. Po jejich zničení se na dané lince spawnují  týmu větší a silnější creepové, dle typu zničených raxů. Dále už pak stojí dvě Tier 4 věže, které jsou poslední obranou před samotným Ancientem.
V každé základně najdeme bázi (base), ve které se oživují (spawn/respawn) hrdinové jak na začátku hry, tak i po své smrti. Tato báze regeneruje životy a manu přátelským jednotkám a naopak drtivou silou zraňuje nepřátelské. V bázi najdeme hlavního obchodníka (shop), který prodává většinu věcí. Zbylé věci najdeme v tajném obchodě (secret shop). Ty jsou celkem dva umístěné v lese. Jeden na straně Dire, druhý na straně Radiant.
Hrdinové získávají zlaťáky (gold) zabíjením (last hit) nepřátelských creepů, zabíjením neutrálních creepů, tak i za zabíjení nepřátelských hrdinů a budov. Další možnost, jak si vydělat, je zabití Roshana (nejsilnější neutrální creep). Za zlaťáky dále můžete koupit věci (Itemy), které vás zlepšují. Zkušenosti slouží k navyšování úrovně (levelu) vašeho hrdiny. Za každou úroveň si můžete dát jeden bod dovednosti (skill point) do jedné z vašich schopností nebo si vybrat jeden ze dvou talentů, který nějakým způsobem vylepší vaši postavu, tyto talenty můžete vylepšit čtyřikrát počínaje desátým levelem a poté, co pět levelů. S každou získanou úrovní se tudíž stáváte silnějším, přičemž maximální úroveň je 30. Na maximální úrovni se odemykají všechny talenty daného hrdiny.

## Hrdinové
Hrdinové jsou základním prvkem hry Dota 2, jelikož průběh hry je závislý na jejich akcích. Všichni mají různé herní styly, které vyplývají z jedinečných schopností a kombinací atributů. Většina hrdinů má odlišnou roli, která jim definuje, jakým způsobem ovlivní bojiště, ačkoliv mnozí hrdinové mohou vykonávat dvě nebo více těchto rolí. Dělí se na čtyři základní skupiny podle toho, co upřednostňují – zda sílu, obratnost, inteligenci či všestrannost.
Další dělení je pak podle jejich úkolů (rolí). Základní dělení vypadá takto:
- Carry – Útočný hrdina pro pozdější fáze hry (Middle game/Late game). Po většinu hry střádá peníze, aby si mohl nakoupit dostatečné vybavení (Itemy); např. Antimage nebo Phantom Assasin.
- Support – Podpůrný hrdina. Mezi jeho úkoly patří podpora carry spoluhráče a mj. rozmisťování tzv. ward, špionážních zařízení, které odhalují pohyb nepřátel v dané oblasti; např. Bane nebo Dazzle.
- Initiator – Hrdina, který má schopnosti vhodné na zahájení souboje. Jde např. o hrdiny, kteří mají schopnost omráčit (stun) nebo umlčet (silence) více hrdinů najednou; např. Beastmaster nebo Tidehunter.
- Nuker – Hrdina, který uděluje velké poškození svými spelly; např. Lion nebo Lina
- Jungler – Hrdina, který má výhodu v jungli, může místo na cestě (line) získávat goldy a zkušenosti v lese; např. Enigma nebo Nature’s Prophet.

## Předměty
Předměty jsou zboží získávané v obchodech. Vyskytují se v mnoha podobách a typech. Většina předmětů zabírá místo v hrdinově inventáři, což znamená, že hrdina může ve hře nést jen omezený počet předmětů. Předměty s receptem automaticky spojují komponenty z inventáře a skrýše a skládají je ve finální předmět. Díky tomu je nutné si promyslet kdy a co koupit. Některé předměty lze po sestavení zpětně rozložit.
Hrdinové mohou používat většinu předmětů, ale existují i takové, které pro některé hrdiny ztrácí efekt nebo je nemohou koupit. Hrdinové obvykle nemohou krom předmětů na jedno použití využívat předměty zakoupené jinými hráči. Výjimkou jsou lektvary (doplňují životy nebo manu), wardy (davají vizi), bottle (doplňuje životy i manu) a tango/mango (doplňuje hrdinům životy/manu).
Většinu předmětů lze prodat za plnou cenu do deseti sekund od zakoupení, po této době je možné je prodat pouze za cenu poloviční.[zdroj?] Některé předměty, např. Gem of True Sight, Mango nebo Divine Rapier, však prodat nelze.
Předměty lze získat i zabitím Roshana (Aghanim Scepter, Refresher Orb, Cheese, Aegis) nebo neutrálních creepů (neutrální předměty, čím delší doba hraní, tím lze získat kvalitnější předměty, tzv. vyšší tier).

## Kosmetické předměty
Na rozdíl od prvního dílu obsahuje Dota 2 mikrotransakční službu. Tzv. Dota 2 Obchod byl představen 31. května 2012.[zdroj?] Obchod umožňuje hráčům koupit si herní předměty (itemy), jako jsou vybavení, nástroje, kurýři, hlasatelé a turnajové předměty pomocí peněz z jejich účtů na Steamu. Tyto předměty jsou pouze vizuální a proto nijak neovlivňují hratelnost. Tvůrci vlastních předmětů pak dostávají procenta z prodeje všech předmětů, které vytvořili.
Většina itemů se řadí do tzv. "setů". Tyto sety jsou skupiny itemů na jednoho hrdinu. Skládají se ze všech níže uvedených kategorií itemů. Sety dostává hráč zcela náhodně po zahrané hře, též je lze zakoupit právě v obchodě. Některé itemy nebo sety lze měnit s přáteli nebo je prodat na tržišti. Předměty se dělí podle vzácnosti na osm stupňů (řazeno od nejnižšího):
- Common
- Uncommon
- Rare
- Mythical
- Legendary
- Immortal
- Arcana
- Ancient

Hráči mohou jednotlivé předměty směňovat mezi sebou přímo nebo pomocí portálů, např. dota2lounge. Tento portál umožňuje také sledování a vsázení předmětů na profesionální zápasy v této hře.
Jednotlivé předměty mohou být také pomocí svitků (recipe) sestaveny (crafting) v jiné předměty stejné vzácnosti (polymorph items) nebo vyšší vzácnosti (augment items). Jednotlivé předměty si také hráči mohou podepisovat, nebo opatřit o tzv. gemy, které přidávají předmětům různé vlastnosti – např. předmět s gemem vede statistiku počtu killů s tímto předmětem.

## Soutěže

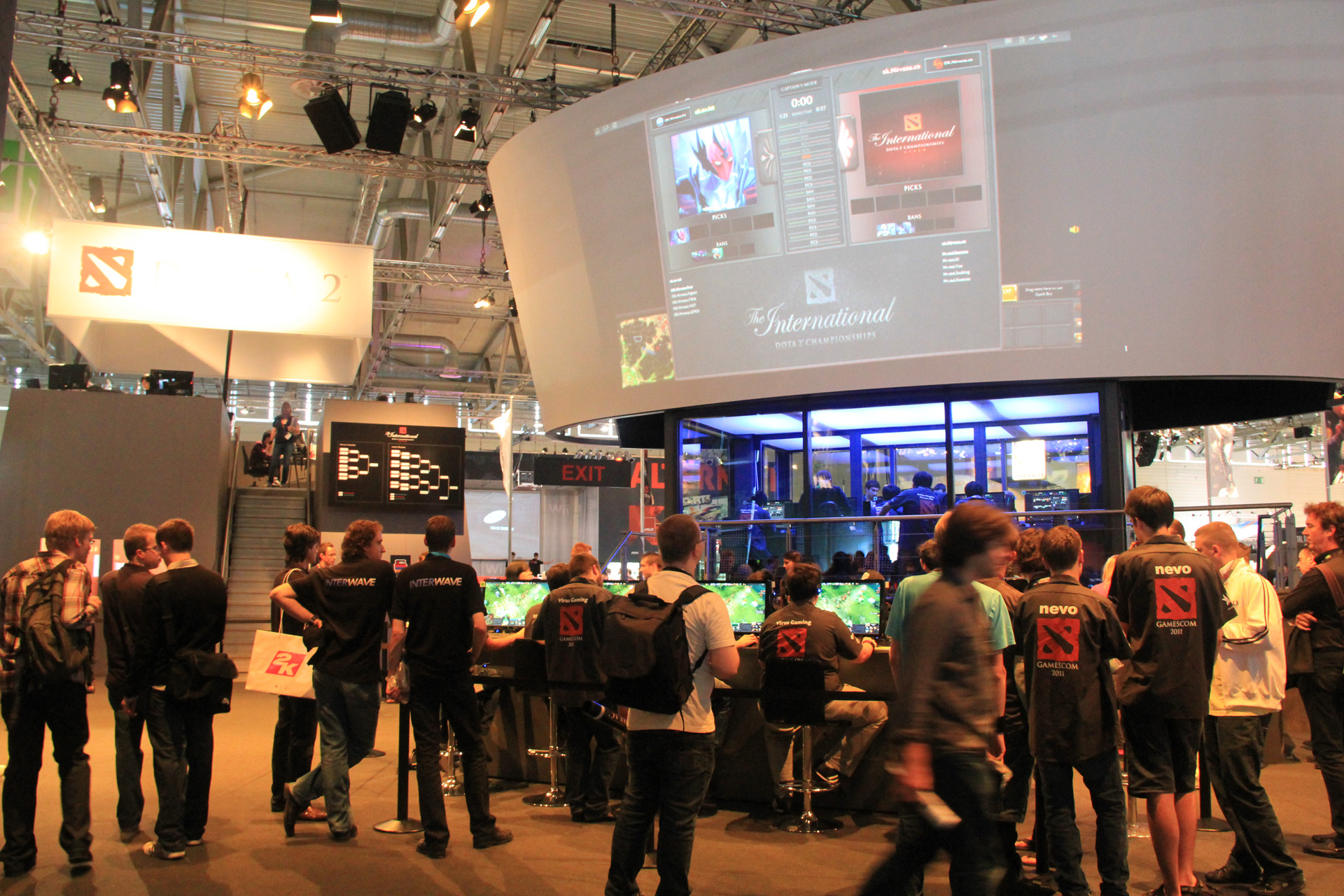
Záběr z The International 2011 z Kolína nad Rýnem.

Ve hře Dota 2 se konají progamingové turnaje. Největším z nich[zdroj?] je The International, pořádaný přímo Valve. Tento turnaj se koná od roku 2011, kdy ho vyhrál ukrajinský tým Na'Vi (Natus Vincere). V roce 2012 se vítězem stal tým IG a v roce 2013 švédský tým The Alliance. V roce 2014 vyhrál tým Newbee (Čína). V roce 2015 vyhrál americký team Evil Geniuses. Následující rok vyhráli korejští Wings gaming, kteří přehráli všechny své soupeře pečlivou hrou. V roce 2017 vyhrát Team Luiquid díky dobré strategii při výběru hrdinů. Osmý a devátý The International vyhrál tým OG. Tým OG se stal prvním týmem, který dokázal nejdůležitější turnaj obhájit. V roce 2020 byl turnaj z důvodu koronavirové krize odložen na rok 2021. Výherci The International dostávají jako odměnu trofej nazývanou "Aegis of Champions", na němž jsou zapsáni výherci všech předchozích ročníků, a finanční obnos, který se mění podle toho, kolik peněz komunita neboli hráči jsou ochotni přispět skrz níže zmíněný TI deník. Celková výhra (Prize pool), která se rozděluje mezi týmy podle jejich umístění, činila v roce 2018 25,5 miliónů dolarů, což je zatím největší celková výhra v historii Progaming. Také každé 3 měsíce se koná Turnaj zvaný "Major", který se již konal v Manille, Bostonu, Kiev, Frankfurtu, Shanghai. Team OG se stal nepřekonatelným a dominoval na každém ze zmíněných turnajů. 4 z 5 vyhráli Team OG jediný tým, který dokázal OG zastavit byl Team Secret v čele se svým kapitánem Clement Ivanov (Puppey).
Asi měsíc před začátkem The International a při jeho trvání, si lze ve hře Dota 2 koupit TI deník ( The International battle pass) neboli bitevní deník. Deník stojí 9,5 dolaru. Tento deník dává hráčům možnost ve vlastním zápase sázet žetony na jejich výhru a pokud sázku vyhrají započítají se jim body do deníku. Žetony na sázení se obnovují každý týden. Sázet můžete buď 100, 250 a nebo 500 žetonů a pokud vyhrajete, tak se vám dvojnásobek sázky započítá do bodů. Každých 1000 bodů je jeden level. Za každý dosažený level ze začátku dostáváte odměny jako třeba sety na hrdiny, kurýry, hlasatele a nebo karty profesionálních hráčů. Levely si také můžete zakupovat za reálné peníze pokud chcete dostat co nejvíce odměn a itemů. Většina předmětů, které dostáváte v odměnách bitevního deníku jsou limitované a po skončení bitevního deníku se nedají nikde sehnat, zakoupit a ani je vyměnit za něco jiného s ostatními hráči. Jdou pouze darovat. Karty profesionálních hráčů, které dostáváte v odměnách stejně jako ostatní věci nejdou prodat ale ani darovat. Z těchto karet si můžete na každý den co probíhají The International turnaje sestavit fantasy team, pak podle toho jak vaši hráči fantasy teamu hrají v reálu dostáváte body za které pak další levely.